# Sophora linearifolia
Sophora linearifolia är en ärtväxtart som beskrevs av August Heinrich Rudolf Grisebach. Sophora linearifolia ingår i släktet soforor, och familjen ärtväxter. Inga underarter finns listade i Catalogue of Life.